# Apanteles laevissimus
Apanteles laevissimus är en stekelart som först beskrevs av Julius Theodor Christian Ratzeburg 1848.  Apanteles laevissimus ingår i släktet Apanteles och familjen bracksteklar. Inga underarter finns listade i Catalogue of Life.